# 海陽町

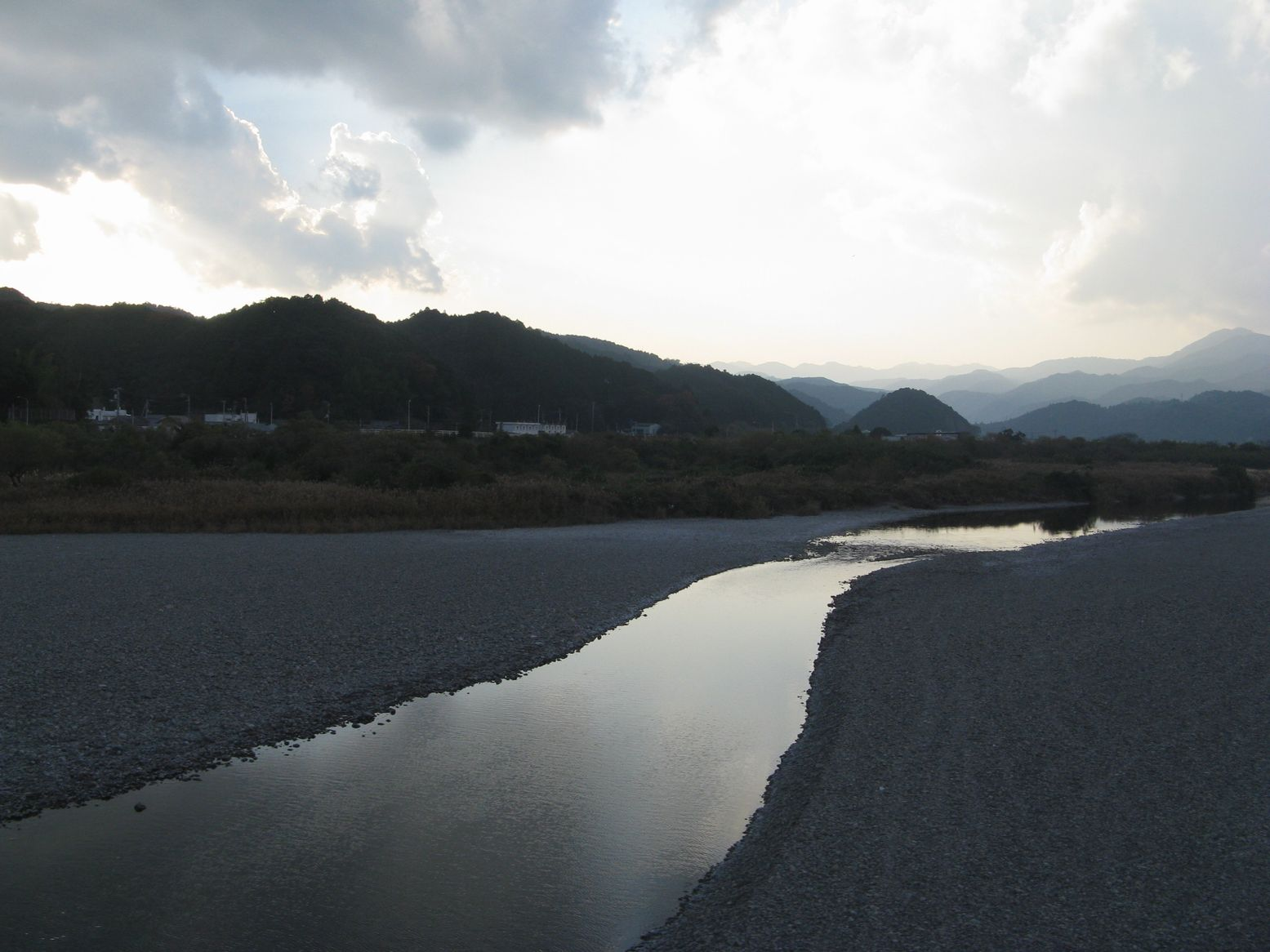
海部川

海陽町（かいようちょう）は、徳島県の南部に位置する町。海部郡に属している。

## 概要
徳島県で最も南側に位置する町であり、太平洋に面している。
そのため、沿岸部は南海トラフ巨大地震による津波の被害を大きく受けることが予想されており、津波避難施設の設置が進められている。
また、2021年（令和3年）11月に同町に本社を置く阿佐海岸鉄道がデュアル・モード・ビークル(DMV)の運行を世界で初めて開始させ、鉄道ファンなどの間で話題となった町でもある。

## 地理
北側には海部山地の険しい山々があり、ここに降り注いだ多量の雨水により同町の代表的な河川である海部川が形成される。海部川の流域は同町の広い範囲を占めており、太平洋へと開ける河口に市街地が位置している。今後発生が予見されている南海トラフ巨大地震の際には、町内に最大12mの津波が到達することが予想されている。これは徳島県の市町別で2番目に大きな値となっている。

### 自然
- 山：吉野丸（1116.3m）、鰻轟山（1046m）、金瀬（1147.3m）、貧田丸（1018.5m）、請ヶ峰（1,009.2m）、西ヶ峯（924.2m）、胴切山（883.6m）、矢筈山（800.8m）、白木山（745m）、小谷山（680.2m）、瀬戸山（554m）、北峯（545.3m）、入道山（532m）、鈴ヶ峰（395.3m）、岡本山（289m）、稲横山（213m）、愛宕山（97.7m）
- 河川：海部川、母川、王余魚谷川、野根川、伊勢田川、宍喰川、鯖瀬川、浦上川、栗の浦川
- 湾・海岸：浅川湾、那佐湾、大手海岸、大里海岸

### 気候
典型的な太平洋側気候であるので降水量が非常に多く、強い台風の影響を受けることもしばしばある。
| 海陽（2009年 - 2020年）の気候      | 海陽（2009年 - 2020年）の気候 | 海陽（2009年 - 2020年）の気候 | 海陽（2009年 - 2020年）の気候 | 海陽（2009年 - 2020年）の気候 | 海陽（2009年 - 2020年）の気候 | 海陽（2009年 - 2020年）の気候 | 海陽（2009年 - 2020年）の気候 | 海陽（2009年 - 2020年）の気候 | 海陽（2009年 - 2020年）の気候 | 海陽（2009年 - 2020年）の気候 | 海陽（2009年 - 2020年）の気候 | 海陽（2009年 - 2020年）の気候 | 海陽（2009年 - 2020年）の気候 |
| 月                                 | 1月                           | 2月                           | 3月                           | 4月                           | 5月                           | 6月                           | 7月                           | 8月                           | 9月                           | 10月                          | 11月                          | 12月                          | 年                            |
| ---------------------------------- | ----------------------------- | ----------------------------- | ----------------------------- | ----------------------------- | ----------------------------- | ----------------------------- | ----------------------------- | ----------------------------- | ----------------------------- | ----------------------------- | ----------------------------- | ----------------------------- | ----------------------------- |
| 最高気温記録 °C （°F）             | 21.1 (70)                     | 24.3 (75.7)                   | 25.7 (78.3)                   | 28.8 (83.8)                   | 30.2 (86.4)                   | 34.5 (94.1)                   | 36.4 (97.5)                   | 37.6 (99.7)                   | 35.8 (96.4)                   | 32.1 (89.8)                   | 27.4 (81.3)                   | 24.3 (75.7)                   | 37.6 (99.7)                   |
| 平均最高気温 °C （°F）             | 12.0 (53.6)                   | 12.7 (54.9)                   | 15.6 (60.1)                   | 19.7 (67.5)                   | 23.9 (75)                     | 26.1 (79)                     | 30.0 (86)                     | 31.8 (89.2)                   | 28.8 (83.8)                   | 24.4 (75.9)                   | 19.4 (66.9)                   | 14.3 (57.7)                   | 21.6 (70.9)                   |
| 日平均気温 °C （°F）               | 5.9 (42.6)                    | 7.2 (45)                      | 10.3 (50.5)                   | 14.6 (58.3)                   | 19.0 (66.2)                   | 22.2 (72)                     | 26.1 (79)                     | 27.4 (81.3)                   | 24.2 (75.6)                   | 19.4 (66.9)                   | 13.8 (56.8)                   | 8.2 (46.8)                    | 16.5 (61.7)                   |
| 平均最低気温 °C （°F）             | 0.2 (32.4)                    | 1.7 (35.1)                    | 4.7 (40.5)                    | 9.2 (48.6)                    | 14.0 (57.2)                   | 18.8 (65.8)                   | 22.9 (73.2)                   | 23.7 (74.7)                   | 20.3 (68.5)                   | 14.8 (58.6)                   | 8.6 (47.5)                    | 2.6 (36.7)                    | 11.8 (53.2)                   |
| 最低気温記録 °C （°F）             | −7.3 (18.9)                   | −6.7 (19.9)                   | −2.7 (27.1)                   | 0.0 (32)                      | 5.2 (41.4)                    | 11.8 (53.2)                   | 17.7 (63.9)                   | 17.1 (62.8)                   | 11.5 (52.7)                   | 5.9 (42.6)                    | −0.4 (31.3)                   | −4.2 (24.4)                   | −7.3 (18.9)                   |
| 降水量 mm （inch）                 | 77.8 (3.063)                  | 133.8 (5.268)                 | 186.7 (7.35)                  | 286.9 (11.295)                | 250.2 (9.85)                  | 453.0 (17.835)                | 433.0 (17.047)                | 311.8 (12.276)                | 402.8 (15.858)                | 341.3 (13.437)                | 152.7 (6.012)                 | 117.3 (4.618)                 | 3,195.9 (125.823)             |
| 平均降水日数 （≥1.0 mm）           | 4.6                           | 6.9                           | 9.2                           | 9.8                           | 9.2                           | 14.4                          | 14.3                          | 12.0                          | 13.1                          | 10.0                          | 7.3                           | 5.4                           | 116.5                         |
| 平均月間日照時間                   | 202.7                         | 172.6                         | 199.5                         | 201.4                         | 215.8                         | 137.1                         | 169.2                         | 223.0                         | 154.4                         | 165.8                         | 171.4                         | 195.8                         | 2,209.8                       |
| 出典1：Japan Meteorological Agency |                               |                               |                               |                               |                               |                               |                               |                               |                               |                               |                               |                               |                               |
| 出典2：気象庁                      |                               |                               |                               |                               |                               |                               |                               |                               |                               |                               |                               |                               |                               |

### 隣接している自治体
- 徳島県
  - 海部郡：牟岐町、美波町
  - 那賀郡：那賀町
- 高知県
  - 安芸郡：東洋町、北川村、馬路村

### 人口
| |                                        |  |
| 海陽町と全国の年齢別人口分布（2005年） | 海陽町の年齢・男女別人口分布（2005年） |  |
| ■紫色 ― 海陽町 ■緑色 ― 日本全国 | ■青色 ― 男性 ■赤色 ― 女性              |  |
| 海陽町（に相当する地域）の人口の推移 \| 1970年（昭和45年） \| 15,867人 \| \| \| 1975年（昭和50年） \| 14,909人 \| \| \| 1980年（昭和55年） \| 14,397人 \| \| \| 1985年（昭和60年） \| 13,915人 \| \| \| 1990年（平成2年） \| 12,949人 \| \| \| 1995年（平成7年） \| 12,399人 \| \| \| 2000年（平成12年） \| 12,104人 \| \| \| 2005年（平成17年） \| 11,507人 \| \| \| 2010年（平成22年） \| 10,446人 \| \| \| 2015年（平成27年） \| 9,283人 \| \| \| 2020年（令和2年） \| 8,358人 \| \| |                                        |  |
| 総務省統計局 国勢調査より |                                        |  |
| 1970年（昭和45年） | 15,867人                               |  |
| 1975年（昭和50年） | 14,909人                               |  |
| 1980年（昭和55年） | 14,397人                               |  |
| 1985年（昭和60年） | 13,915人                               |  |
| 1990年（平成2年） | 12,949人                               |  |
| 1995年（平成7年） | 12,399人                               |  |
| 2000年（平成12年） | 12,104人                               |  |
| 2005年（平成17年） | 11,507人                               |  |
| 2010年（平成22年） | 10,446人                               |  |
| 2015年（平成27年） | 9,283人                                |  |
| 2020年（令和2年） | 8,358人                                |  |

## 歴史
古い時代には、海運が盛んな地域だった。豊富な森林資源と強力な海運力が、古い時代のこの地域の繁栄をもたらした。川の水力や風と海流と人力という燃料なしの航海術で遠距離への出荷が可能になっていたのであり、特産だった木材も刀剣も近代以前は海運なしには成立しない。

### 古代
海部地区「芝遺跡」から出土した3世紀の県外他地域産土器の数は県内最多。調査面積も少なく推測の域を出ないが、この3世紀の時期に徳島・高知ルートとして海上ルートが開発されたと考えられる。弥生時代終わり頃から古墳時代始め頃の土器は、徳島・香川・高知・岡山・関西。

### 古墳
大里古墳（地図 - Google マップ）は県南最大の横穴式円墳。県指定史跡。

### 土佐日記
935年「土佐日記」成立。これによって、紀貫之が阿波南部を船で帰京したことがわかる。寄港地には諸説ある。江戸期前半に土佐藩主参勤交代の港として使われ、江戸期を通じて藩の重要な港だった東洋町甲浦港が当てられることが多い。

### 瑩山紹瑾禅師と城満寺
1290年代、加賀の大乗寺開基家富樫氏の縁族という海部の郡司によって、曹洞宗中興の祖と言われる瑩山紹瑾が、吉田の城満寺に招かれた。

### 古銭
1300年代後半、7万88枚の古銭が大里に埋蔵された。

### 中世海部氏
史料に見える中世海部氏について。
- 海部但馬守は1352（正平7）年に細川顕氏（あきうじ）によって、山城国久世荘の乱暴人を排除するよう命じられた[6]。
- 1392年（明徳3年）、京都五山の一つ、相国寺の落慶供養に、管領細川頼元に随従して、月毛の馬に乗って海部三郎経清が出てくる[7]。
- 1420年（応永27年）、阿波守護細川義之の若党「カイフト云者」が登場する（「満済准后日記」）など[8]。

このように、中世海部氏は文献上ではまず京都に登場してその名を知られる。中世阿波と細川氏の関係は深い。

### 阿波最古の梵鐘
旧海南町若松の御崎神社（祭神・猿田彦命）に県最古の鐘「永享の古鐘」が奉納されていた。銘文「阿州海部郡 細野村御崎 御宝前鐘也 永享四（1432）年11月吉日 願主 衛太夫」

### 中世海運
1445年東大寺伝来史料「兵庫北関入船納帳」によれば海部船籍の船の兵庫への入港数は「四国一」、全体で見ても10位である。
「兵庫北関入船納帳」というのは、東大寺の荘園であった兵庫北関（現神戸市兵庫区）において、文安2年（1445年）1年間にチェックされた入船の貨物状況を記録した帳簿である。林屋辰三郎が発見した。中世の関税台帳としては、同種史料がドイツハンザ同盟都市に1点残存しているのみという、極めて稀有の文献。記載内容は、入船月日・船籍所在地・貨物名。数量・関銭額・納入月日・船主名・問丸名。
千葉県佐倉「国立歴史民俗博物館」では、その貴重性のため「兵庫北関入船納帳」の複製が展示されている。
入港船数15隻以上の四国の港湾
- 阿波（海部54・宍喰20・平島19）
- 土佐（甲浦26）
- 讃岐（宇多津47・塩飽35・嶋（小豆島か）29・引田21・三本松20・平山19）
- 伊予（弓削嶋26）

以上のように、中世阿波海部の海運は「四国一」なのである。

### 木材
前項のとおり、1445年当時は海陽町から神戸まで盛んに船が往来していた。積荷は木材である。このような遠い所から京都まで木材のような大きな物を運んだのは、日本では室町中期まで植林が行われず、浪費するばかりで木がなくなってしまったことによる。
南北朝の動乱で、京都・畿内近国は戦場と化し森林資源の浪費に拍車をかけた。京都五山の造営が始まった頃には畿内の森林は伐り尽くされ、用材は遠隔地の山奥へと求められた。
しかし大木があるだけでは伐り出しても運べない。海に近いか、いかだ流しができる大河川の流域沿いであることが必須である。その結果、東山道の美濃・飛騨と、南海道の阿波・土佐が選ばれた。
「兵庫北関入船納帳」によれば、
- 由良（淡路島）1万1640石、海部（阿波）9450石
- 宍喰（阿波）2460石、平島（阿波）1865石
- 牟岐（阿波）1690石、橘（阿波）430石

由良の木材も他の史料で、阿波方面の物資を扱っていたことがわかっているので、阿波産である。室町中期の阿波は、年間2万8千石以上の木材を畿内地方に搬出していた。そして、海部と宍喰、つまり現海陽町だけで、1445年、兵庫北関通過の阿波産木材の約半数になるのである。

### 海部刀
室町時代頃から「海部氏」の生産奨励によって「海部刀」が生産された。海部城主によって作られた海部刀も現存する。戦国時代に長宗我部元親の侵攻により海部城が落ちてからは衰退した。だが、慶長19年（1614年）の大阪冬の陣で蜂須賀至鎮臣下が海部刀を使い活躍して徳川家康と徳川秀忠より感状（感謝状）を下賜されたこともあり、江戸時代は徳島藩主蜂須賀氏に保護され、刀工・氏吉一族は徳島城下に移って幕末まで鍛刀した。
著名なものは三好長慶所持の「刀 阿州氏吉作（名物 岩切海部）」。

### 海部城
1575年長宗我部元親が陸路に侵入し、瓦を使っていた県内三城の内の一つ「海部城」が落城した。城主が姻族の加勢のため讃岐に出征中で、戦力不在のため無血開城だった。
木材の集散や海路の監視所として、海部川河口の「城山」は古くから重要拠点だった。城山はかつては周囲を海部川が巡り、海に臨む「島」だった。戦後に埋め立て造成が進んだ。ここに城が築かれたのはいつなのか、諸説あっても根拠の提示はなされていない。
戦時中は城山山麓に大規模な退避壕を構築。城山山上には陸軍の監視所が設置され、監視員のための防空壕が構築された。それらの作業は浅川以南の各町村から奉仕隊が交代で出動し、のべ人員は1万人を数えた。

### 80人鉄砲隊
- 蜂須賀氏入国後、大里に80人の鉄砲隊が配置され、50年後に半減したものの廃藩まで駐留した。
- 海部城代益田豊後の起こした事件の後、藩主お墨付き（判形）の水軍系武士36人も駐留した。海部郡代役所が置かれた。

### 海陽町成立以降
- 2006年（平成18年）3月31日 - 海南町、海部町、宍喰町が合併し海陽町が発足。同時に町章を制定する[19]。徳島県立海南高等学校、徳島県立宍喰商業高等学校が閉校。
- 2007年（平成19年）4月1日 - 海陽町立宍喰小学校竹ヶ島分校が休校。
- 2008年（平成20年）6月30日 - 海陽町阿波海南駅前交流館がオープン。
- 2011年（平成23年）4月1日 - （旧）海陽町立海南小学校、海陽町立浅川小学校、海陽町立川上小学校が統合し、（新）海陽町立海南小学校が開校。海陽町立海南中学校、海陽町立海部中学校が統合し、海陽町立海陽中学校が開校。
- 2015年（平成27年）9月 - 海陽町宍喰津波避難タワーが完成。

## 行政

### 町長
- 三浦茂貴[20]

歴代町長
| 代位  | 町長氏名   | 任期                      | 任期                      |
| 代位  | 町長氏名   | 就任年月日                | 退任年月日                |
| ----- | ---------- | ------------------------- | ------------------------- |
| 初代  | 五軒家憲次 | 2006年（平成18年）5月     | 2014年（平成26年）5月13日 |
| 第2代 | 前田恵     | 2014年（平成26年）5月14日 | 2018年（平成30年）5月13日 |
| 第3代 | 三浦茂貴   | 2018年（平成30年）5月14日 |                           |

### 衆議院
- 任期 ： 2021年（令和3年）10月31日 - 2025年（令和7年）10月30日（「第49回衆議院議員総選挙」参照）

| 選挙区名                                                                            | 議員名     | 政党名       | 当選回数 | 備考     |
| ----------------------------------------------------------------------------------- | ---------- | ------------ | -------- | -------- |
| 徳島県第1区（徳島市、小松島市、阿南市、勝浦郡、佐那河内村、名西郡、那賀町、海部郡） | 仁木博文   | 無所属       | 2        | 選挙区   |
| 徳島県第1区（徳島市、小松島市、阿南市、勝浦郡、佐那河内村、名西郡、那賀町、海部郡） | 後藤田正純 | 自由民主党   | 8        | 比例復活 |
| 徳島県第1区（徳島市、小松島市、阿南市、勝浦郡、佐那河内村、名西郡、那賀町、海部郡） | 吉田知代   | 日本維新の会 | 1        | 比例復活 |

## 教育

### 高等学校
- 徳島県立海部高等学校

### 中学校
- 海陽町立海陽中学校
- 海陽町立宍喰中学校

### 小学校
- 海陽町立海部小学校
- 海陽町立海南小学校
- 海陽町立宍喰小学校

### その他
- 海部自動車学校

## 天然記念物
- 鈴が峯のヤッコソウ発生地-国指定（1979年）
- 宍喰浦の化石漣痕-国指定（1979年）
- 母川流域 - 国指定（1923年）
  - オオウナギの生息流域として1923年、国の天然記念物に指定された。

## 文化施設
- 阿波海南文化村[21]
  - 旧海南町時代に設立された。海南文化館、町立博物館、工芸館、いきいき館、三幸館などの諸施設を有する複合的文化施設。
  - 〒775-0202 海陽町四方原字杉谷73番地

- 海陽町立博物館[22]
  - 阿波海南文化村内に設立された、町立の歴史・民俗学系博物館。同館収蔵品中、特に中世海部川流域の刀工が作り出した、この地域特有の海部刀を中心とした刀剣コレクションは全国屈指の質と量を誇る。他にも中世の埋納銭としては四国一の出土枚数を記録する「大里古銭」など、町内で発掘収集された考古・民俗資料を豊富に収蔵している。小規模ながら独創的な地方博物館の一つである。
  - 開館時間：午前9時から午後5時まで（入館は午後4時30分まで）、駐車場有り。

## 交通

### 鉄道路線
町内には牟岐線・阿佐東線（阿波室戸シーサイドライン）が通っている。中心となる駅は阿波海南駅であり、全ての普通列車が停車する。町内にある駅は次の通り。
- 四国旅客鉄道（JR四国）
  - 牟岐線：（牟岐町） - 鯖瀬駅 - 浅川駅 - 阿波海南駅（阿佐海岸鉄道に接続）
- 阿佐海岸鉄道
  - 阿佐東線：（阿波海南駅停留所[23]）（四国旅客鉄道に接続） - 海部駅 - 宍喰駅 -（高知県安芸郡東洋町）

### 高速バス
- 徳島バス 室戸・生見・阿南大阪線
（※阿南駅 - 甲浦間相互のみ予約無しでの途中乗降可能、阿南駅 - 海部高校前間のみJR牟岐線に有効な切符で利用可能）

#### 高速バス停留所
- 浅川停留所（浅川駅前）
- 海部高校前停留所（阿波海南駅前）
- 海部停留所（海部駅から南へ約300メートル）
- 宍喰停留所（道の駅宍喰・ホテルリビエラししくい隣接）

### 路線バス
- 徳島バス南部
- 阿佐海岸鉄道（DMVのバス区間）
- 海陽町営バス

### 道路

#### 高速道路
高速自動車国道
なし。
地域高規格道路
地域高規格道路は町内を通過していないが、阿南安芸自動車道の計画（阿南 - 安芸西IC間）があり、町内には浅川インターチェンジが浅川付近に、海部インターチェンジが多良付近に、宍喰インターチェンジが久保付近にそれぞれ設置される予定である。

#### 一般国道
- 国道55号
- 国道193号

#### 県道
主要地方道
- 徳島県道37号牟岐海南線

一般県道
- 徳島県道101号船津野根線
- 徳島県道148号中部山渓轟公園線
- 徳島県道196号浅川港線
- 徳島県道197号鞆奥港線
- 徳島県道298号上皆津奥浦線
- 徳島県道299号四方原海部線
- 徳島県道300号芥附海部線
- 徳島県道301号久尾宍喰浦線
- 徳島県道309号金目宍喰浦線

#### 道の駅
- 宍喰温泉

### 船舶
なし。

## 観光

### 社寺・史跡

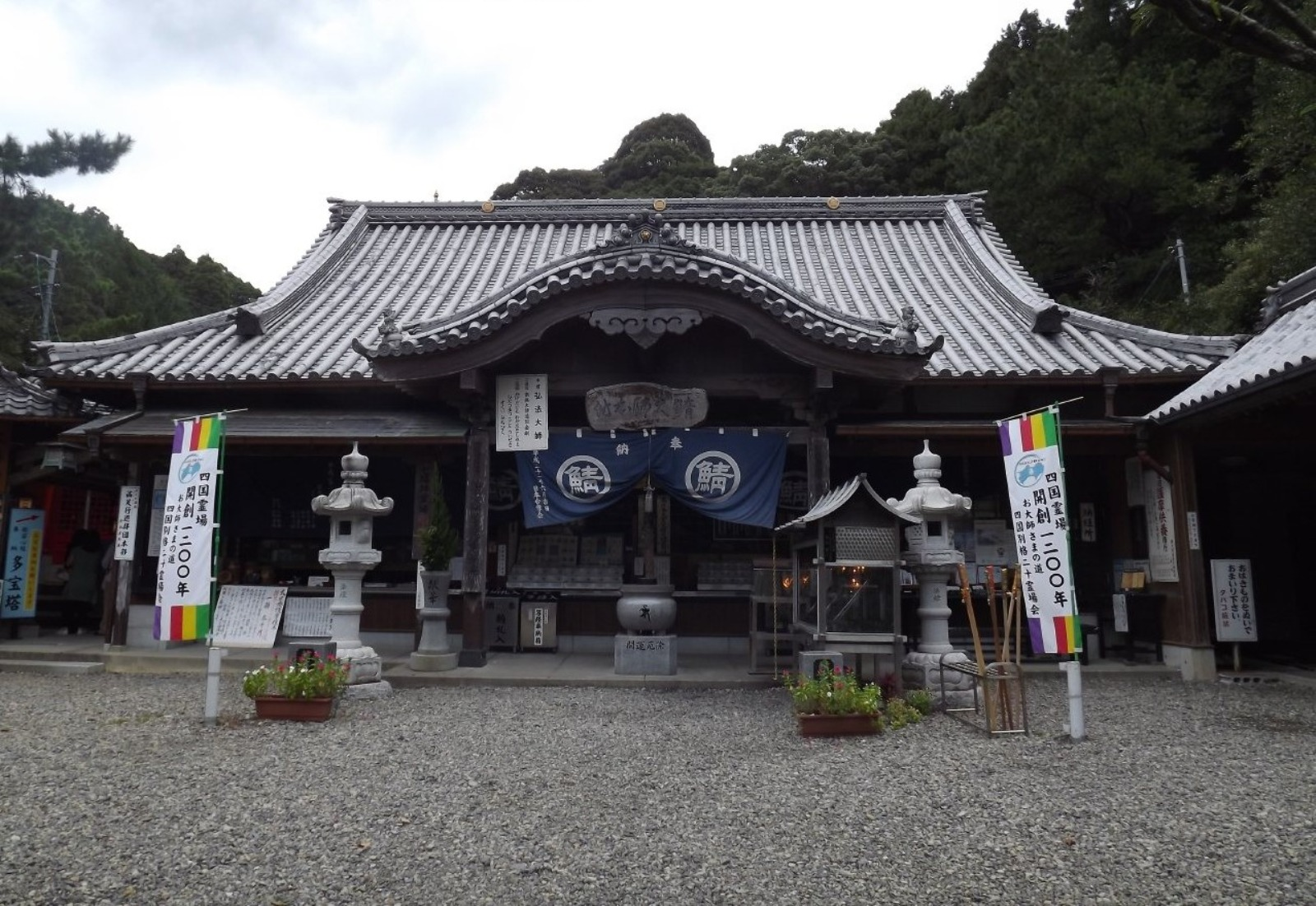
鯖大師本坊（四国別格二十霊場4番）
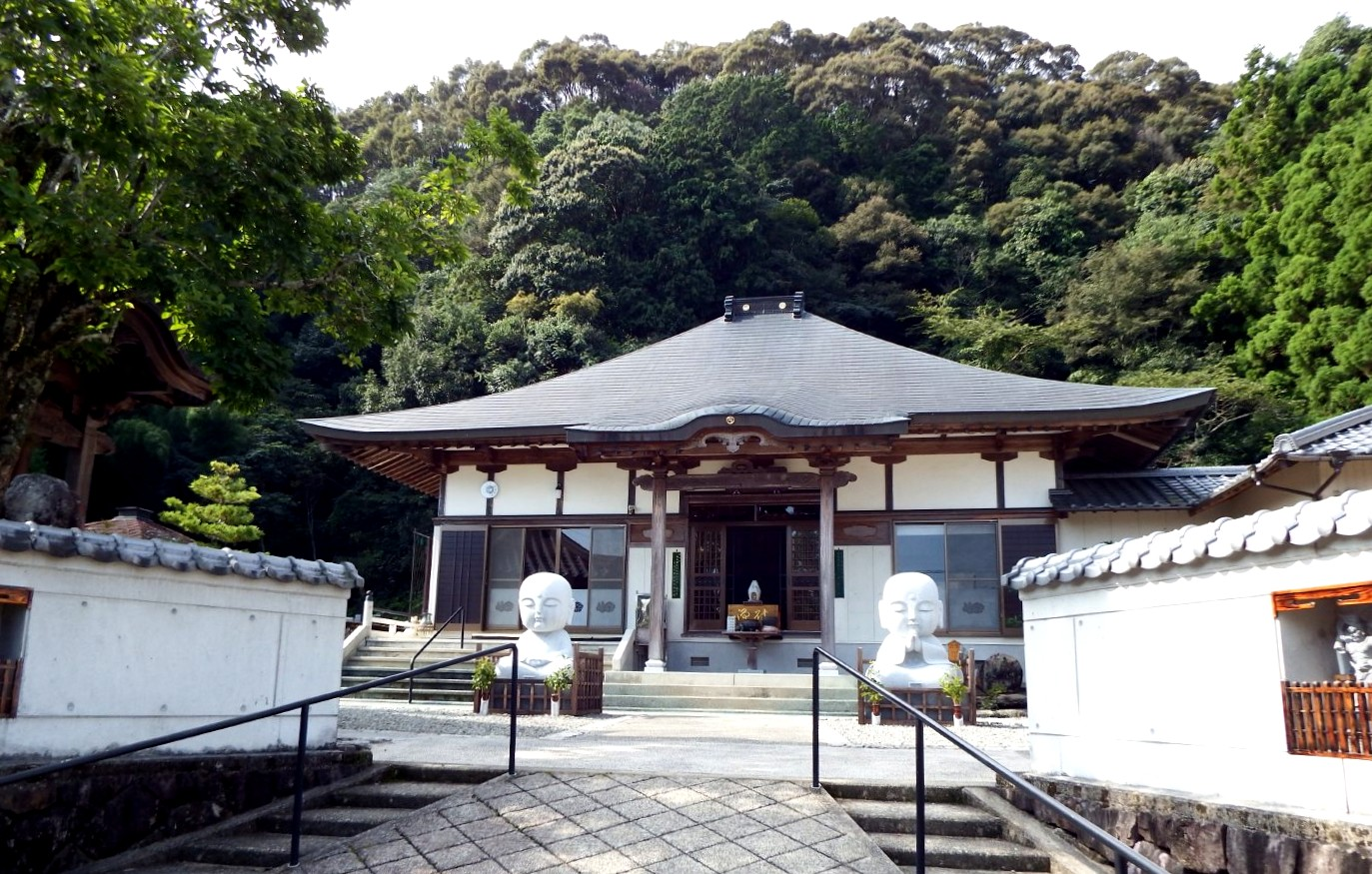
江音寺

- 江音寺（新四国曼荼羅霊場86番札所）
- 大日寺
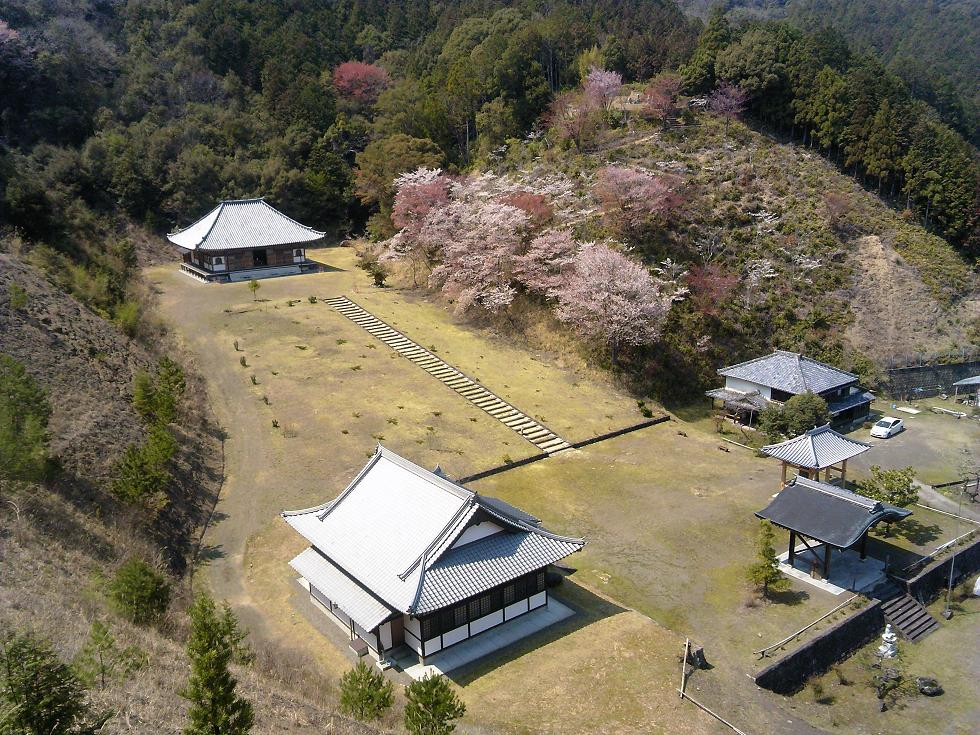
城満寺
- 法華寺
- 円通寺（廃寺）
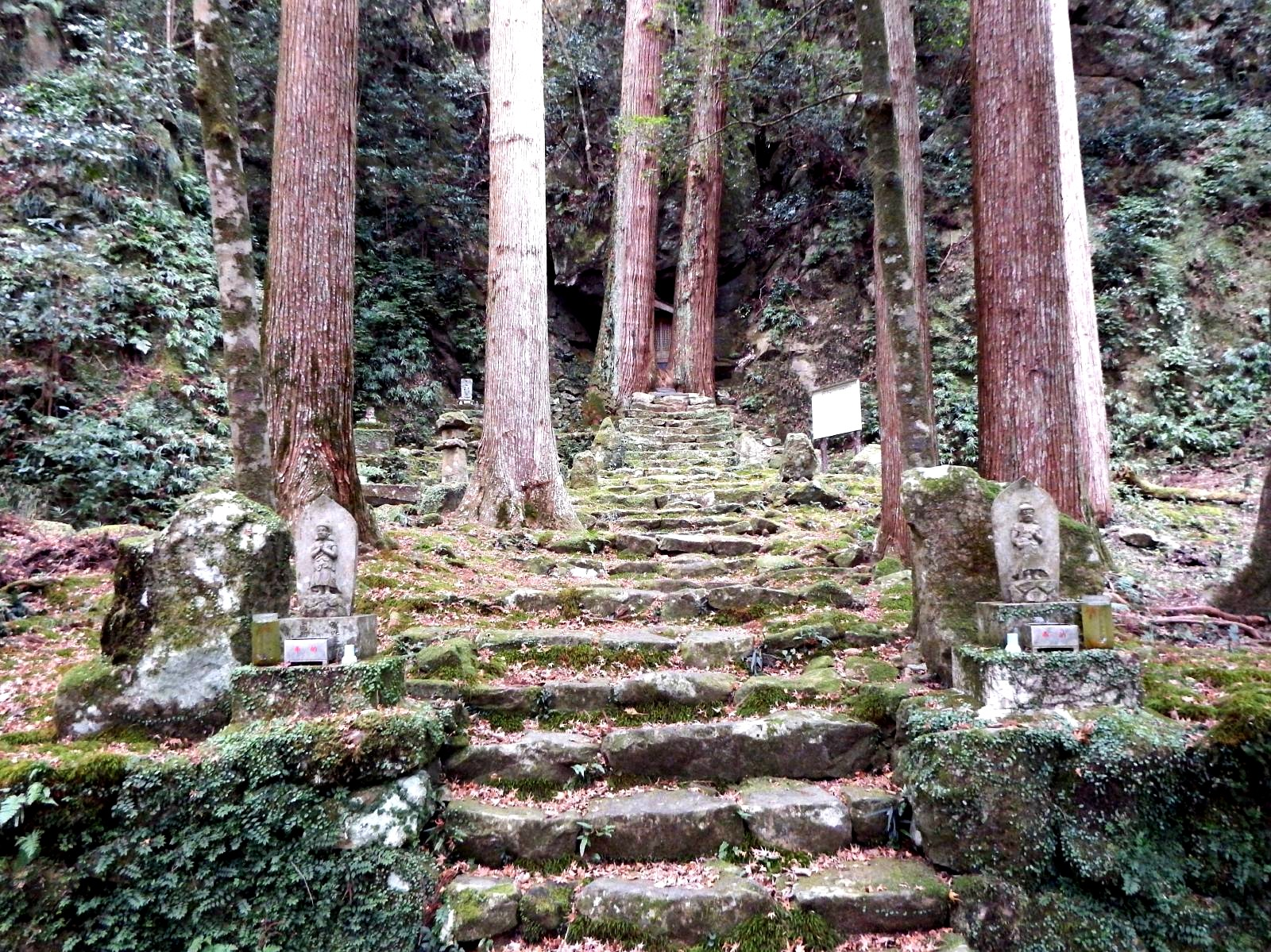
浪切不動尊
- 和奈佐意富曽神社（延喜式内社）
- 宍喰八坂神社
- 宍喰八幡神社
- 大里八幡神社
- 浅川天神社
- 那佐神社
- 竹ヶ島神社
- 大里古墳

- 鯖大師本坊
- 江音寺
- 城満寺
- 波切不動尊

### 名所
- 大里松原海岸（日本の白砂青松百選海の部特選）全長4km。アカウミガメの産卵地としても知られる。

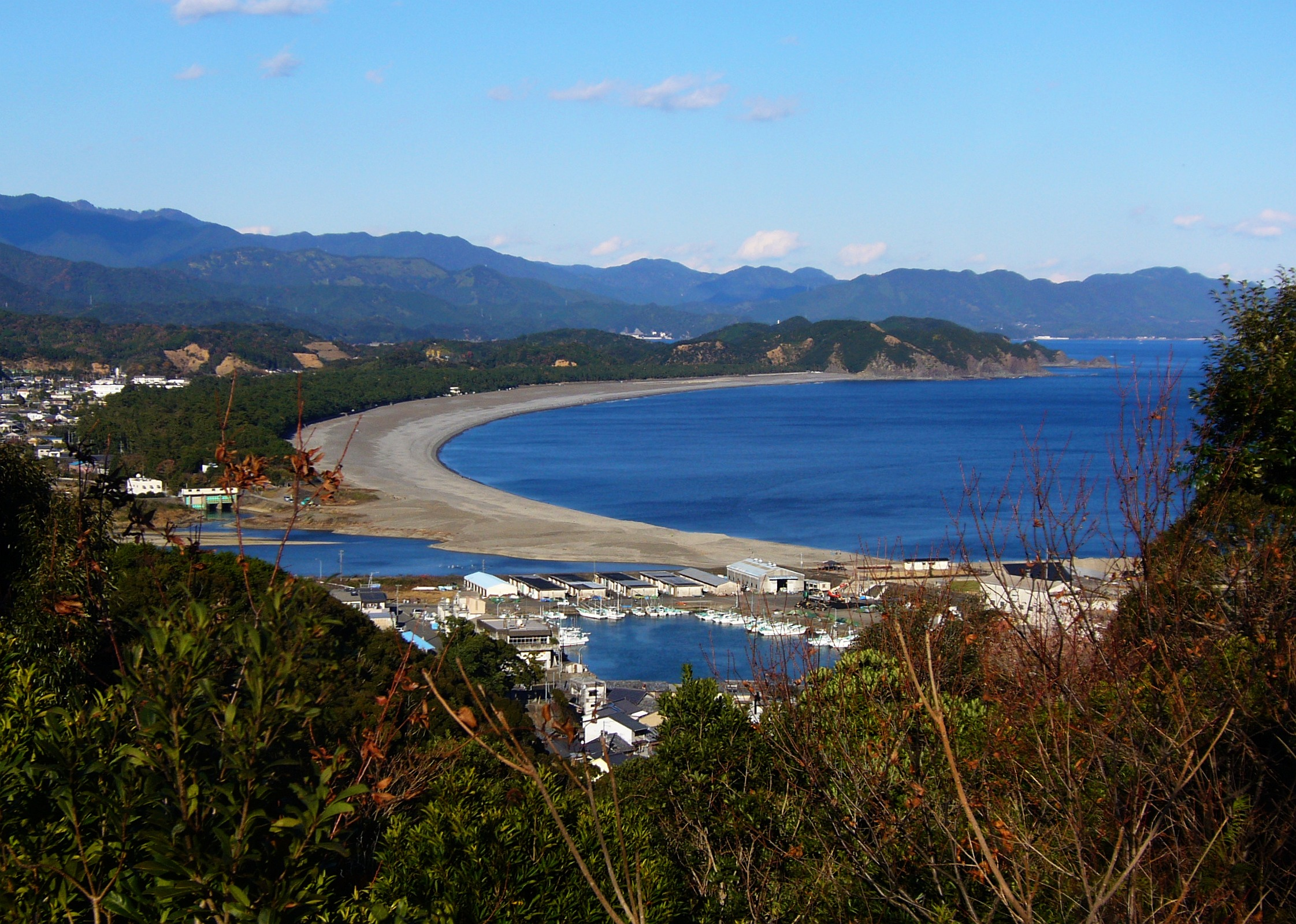
大里松原海岸

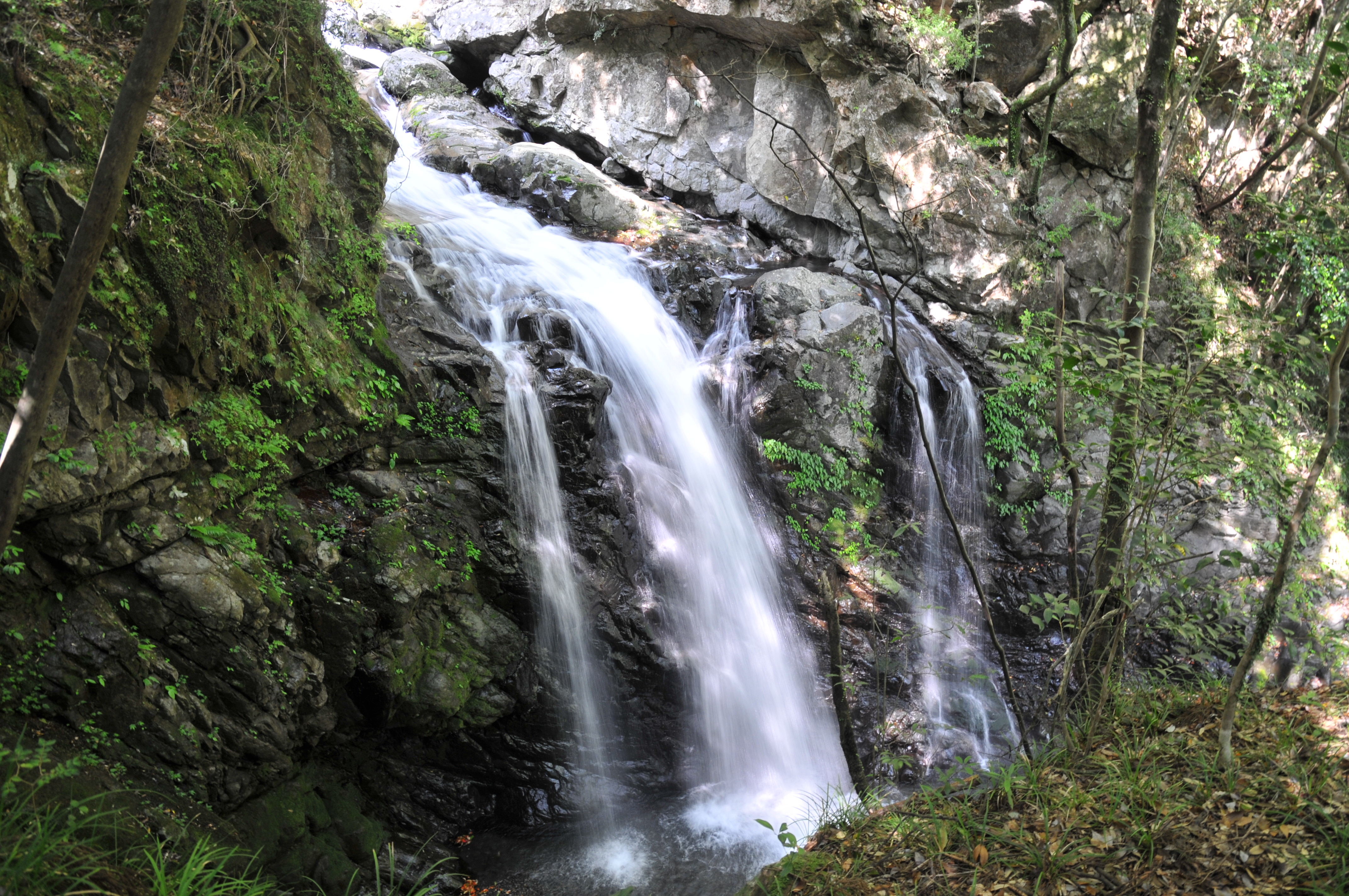
轟九十九滝の丸渕滝

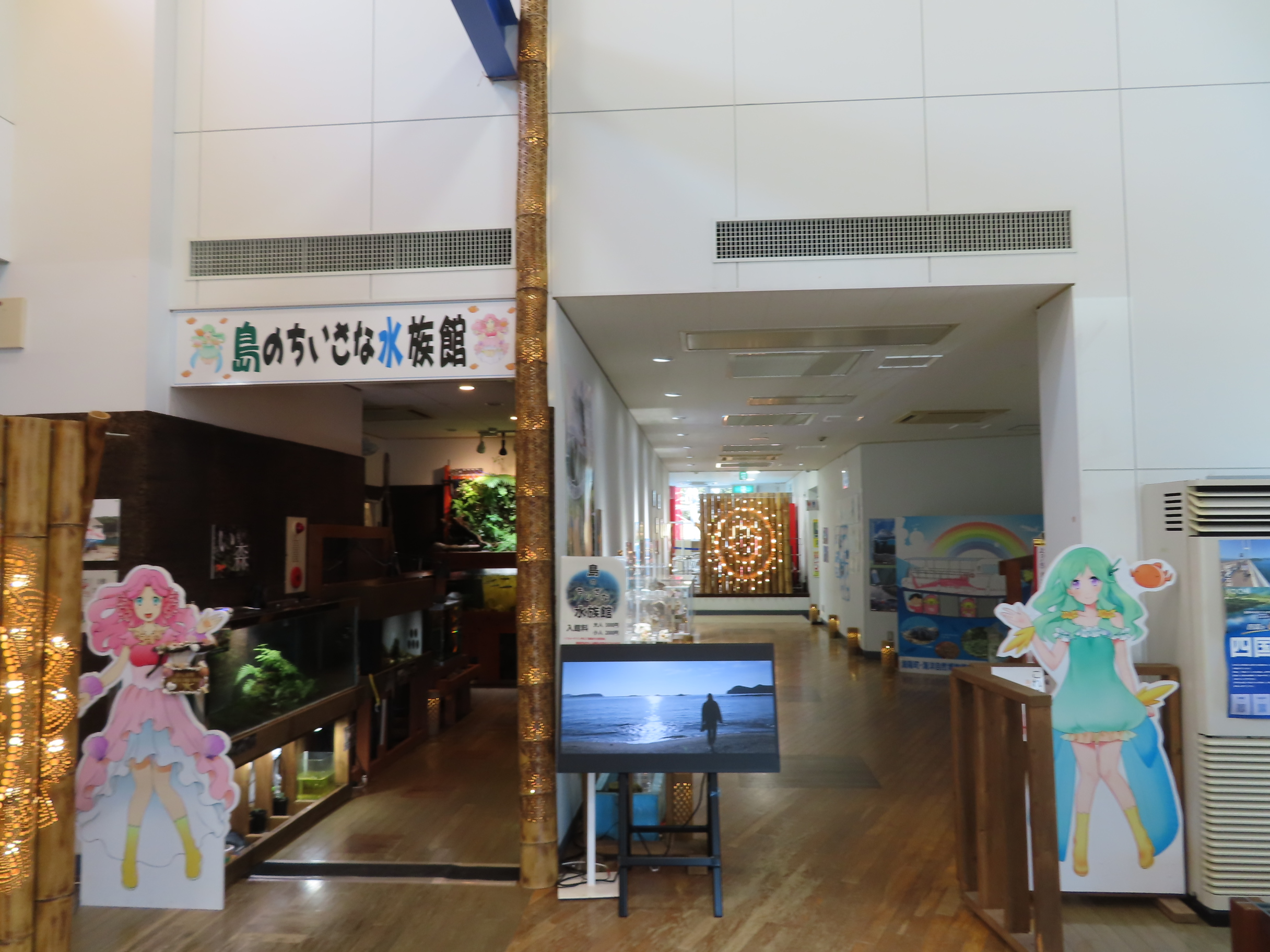
竹ヶ島にある海洋自然博物館マリンジャム

- 大手海岸
- 大砂海水浴場（快水浴場百選）
- 轟九十九滝（日本の滝百選）

- 海老ヶ池
- 水床湾
- 那佐湾
- 那佐半島
- 竹ヶ島

- 宍喰浦の化石漣痕（天然記念物）
- 母川オオウナギ生息地（天然記念物）
- 鈴ヶ峰のヤッコソウ発生地（天然記念物）

### 公園
- 竹ヶ島海中公園
- 漁火の森公園
- 南阿波ピクニック公園
- 蛇王運動公園
- 鞆奥漁港海浜公園

### その他
- 大うなぎ水族館イーランド（2005年に閉館）
- ピアカイフ

- マリンジャム　以下から成る施設[24]。
  - ブルーマリン号　船底の窓から海中の魚やサンゴ礁の見られる観光船。
  - 島のちいさな水族館　クマノミの見られる水族館。

## 著名な出身者
- 上田利治（野球監督）
- 森唯斗（プロ野球選手）
- 尾崎将司（プロゴルファー）
- 川島郭志（プロボクサー）
- 近藤耕三（実業家）
- 浜内千波（料理研究家）
- 吉田テフ子（作詞家）
- 西田優大（プロバスケットボール選手）
- 梅枝紘一（歴史学者、神職）